# John Russell Hind

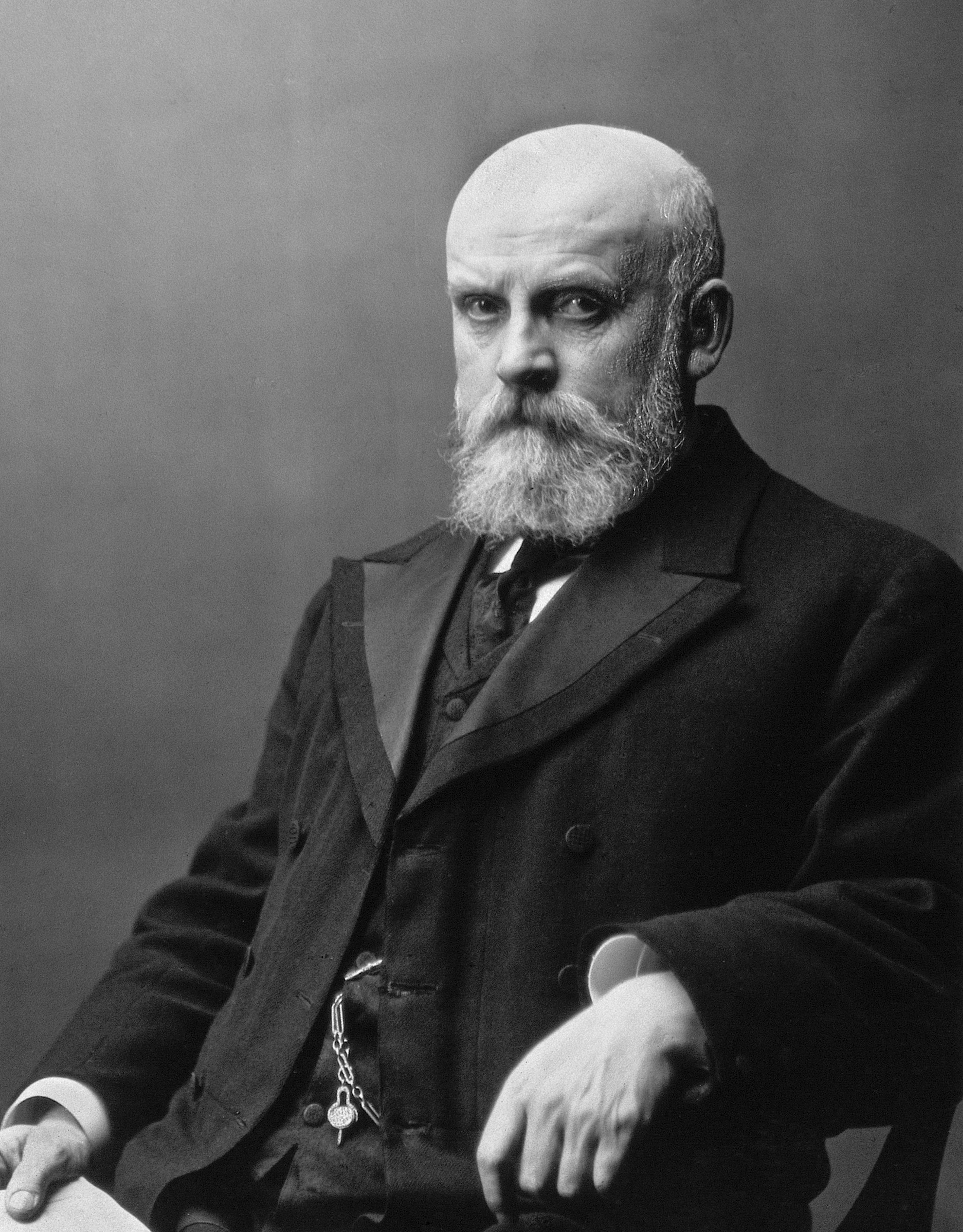
John Russell Hind

John Russell Hind (in der Literatur auch als John R. Hind angegeben) (* 12. Mai 1823 in Nottingham; † 23. Dezember 1895 in Twickenham) war ein britischer Astronom.

## Leben und Wirken
Hind wurde 1840 am Observatorium von Greenwich als Assistent in der magnetischen Abteilung angestellt. Hier arbeitete er unter George Biddell Airy. 1844 beteiligte er sich an der Expedition zur Bestimmung der geographischen Länge von Valencia in Venezuela.
In der Folgezeit arbeitete er als Beobachter an der Privatsternwarte von George Bishop im Regent’s Park. Hier entdeckte er zwischen 1847 und 1854 insgesamt zehn Asteroiden sowie mehrere Kometen. Die Namensgebung seines dritten Asteroiden (Victoria) wurde kontrovers diskutiert – bis dahin war es unüblich, Asteroiden nach noch lebenden Personen zu benennen. Hind wies allerdings darauf hin, dass er den Himmelskörper nicht nach der damaligen britischen Königin Victoria, sondern nach der römischen Siegesgöttin benannt hatte.
Hind berechnete die Bahnen von 70 Himmelskörpern (Planeten, Asteroiden und Kometen). Darüber hinaus beschäftigte er sich auch mit der Beobachtung von veränderlichen Himmelskörpern, wobei er den tiefroten veränderlichen Stern R Leporis im Sternbild Hase (Lepus) sowie die Veränderlichkeit des Sterns μ Cephei im Sternbild Kepheus entdeckte. Weiterhin entdeckte er beim Stern T Tauri im Sternbild Stier (Taurus) einen Gasnebel, dessen Helligkeit veränderlich ist (Hinds veränderlicher Nebel – der Nebel reflektiert das Licht eines veränderlichen Sterns). Die von ihm entdeckte Nova Ophiuchi 1848 (V841 Ophiuchi) im Sternbild Schlangenträger (Ophiuchus) war die erste Nova der Neuzeit (seit der Supernova von 1604).
Am bekanntesten wurde Hind allerdings als Herausgeber des für die damalige Schifffahrt wichtigen Nautical Almanac, dessen „Superintendent“ er zwischen 1853 und 1891 war.

## Ehrungen
Für seine Leistungen erhielt Hind 1853 die Goldmedaille der Royal Astronomical Society. 1851 wurde er korrespondierendes Mitglied der Académie des sciences. 1855 wurde ihm von der Royal Society die Royal Medal verliehen. 1863 wurde er zum Mitglied (Fellow) der Royal Society gewählt. Der Russischen Akademie der Wissenschaften in Sankt Petersburg gehörte er seit 1878 als korrespondierendes Mitglied an. 1895 wurde er Ehrenmitglied (Honorary Fellow) der Royal Society of Edinburgh. Auf der Pariser Gedenkmünze des Jahres 1868, die anlässlich der hundertsten Asteroidenentdeckung geprägt wurde, ist Hind neben drei späteren Mehrfachentdeckern abgebildet: Hermann Goldschmidt, Karl Theodor Robert Luther und J. C. Watson.
Zu seinen Ehren wurden ein Krater auf dem Mond (Hind) sowie der Asteroid (1897) Hind benannt.
Siehe auch: Liste der Asteroiden

## Werke
- Astronomical vocabulary. London 1852
- Introduction to astronomy. London 1863
- On the expected return of the great comet of 1264 and 1556. London 1848
- The solar system. London 1846
- Descriptive treatise of comets. London 1859